# Kotschya imbricata
Kotschya imbricata är en ärtväxtart som beskrevs av Bernard Verdcourt. Kotschya imbricata ingår i släktet Kotschya och familjen ärtväxter. Inga underarter finns listade i Catalogue of Life.